# جنگل زیزدارا
جنگل زیزدارا (به صربی: Zvezdara Forest) یک پارک در صربستان است که در Zvezdara واقع شده‌است.